# Acyrthosiphon rubi
Acyrthosiphon rubi är en insektsart. Acyrthosiphon rubi ingår i släktet Acyrthosiphon och familjen långrörsbladlöss. Inga underarter finns listade i Catalogue of Life.